# Senet
Pour les articles homonymes, voir Senet (homonymie).

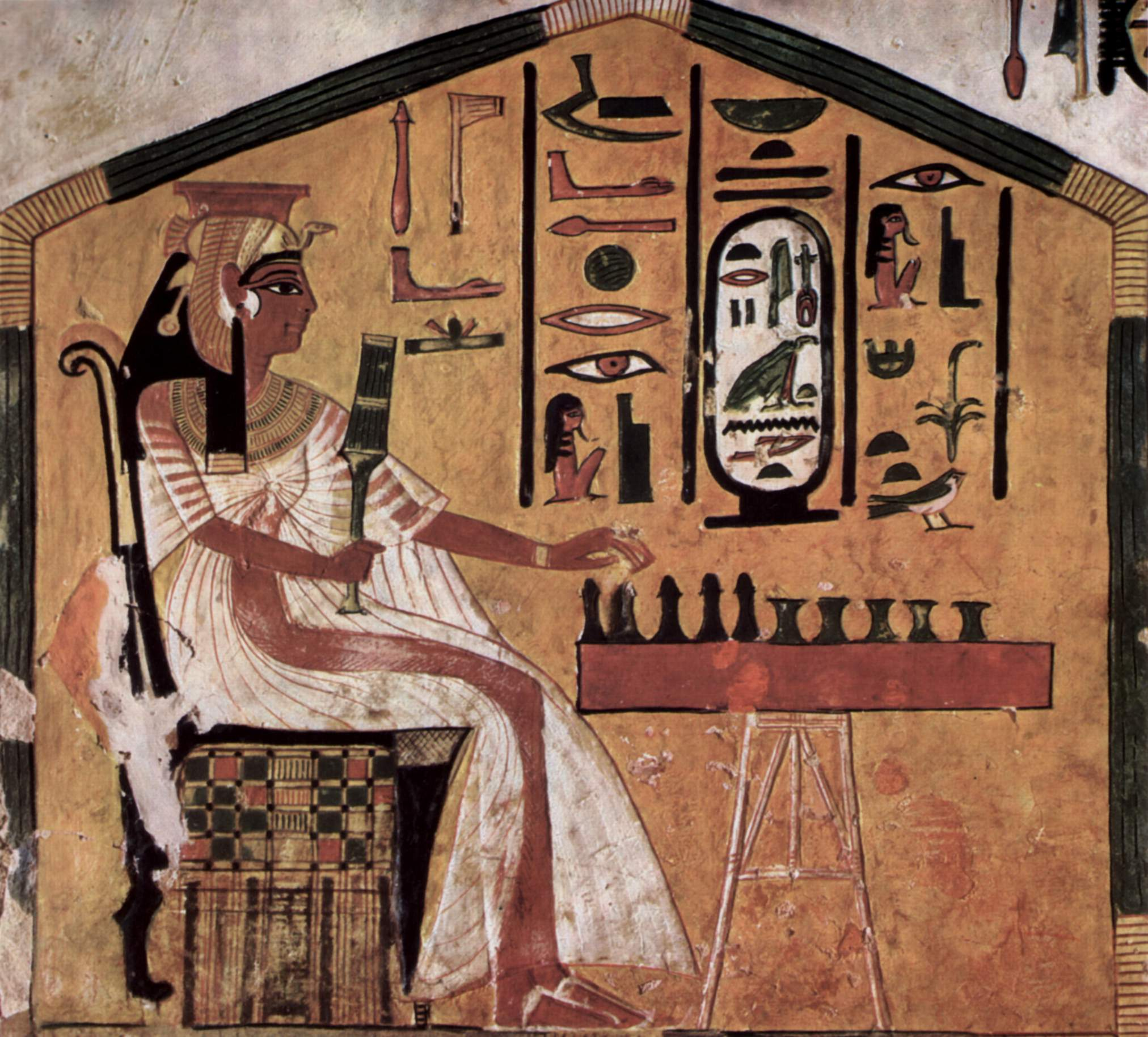
Néfertari jouant au senet. Peinture dans la tombe de la reine.

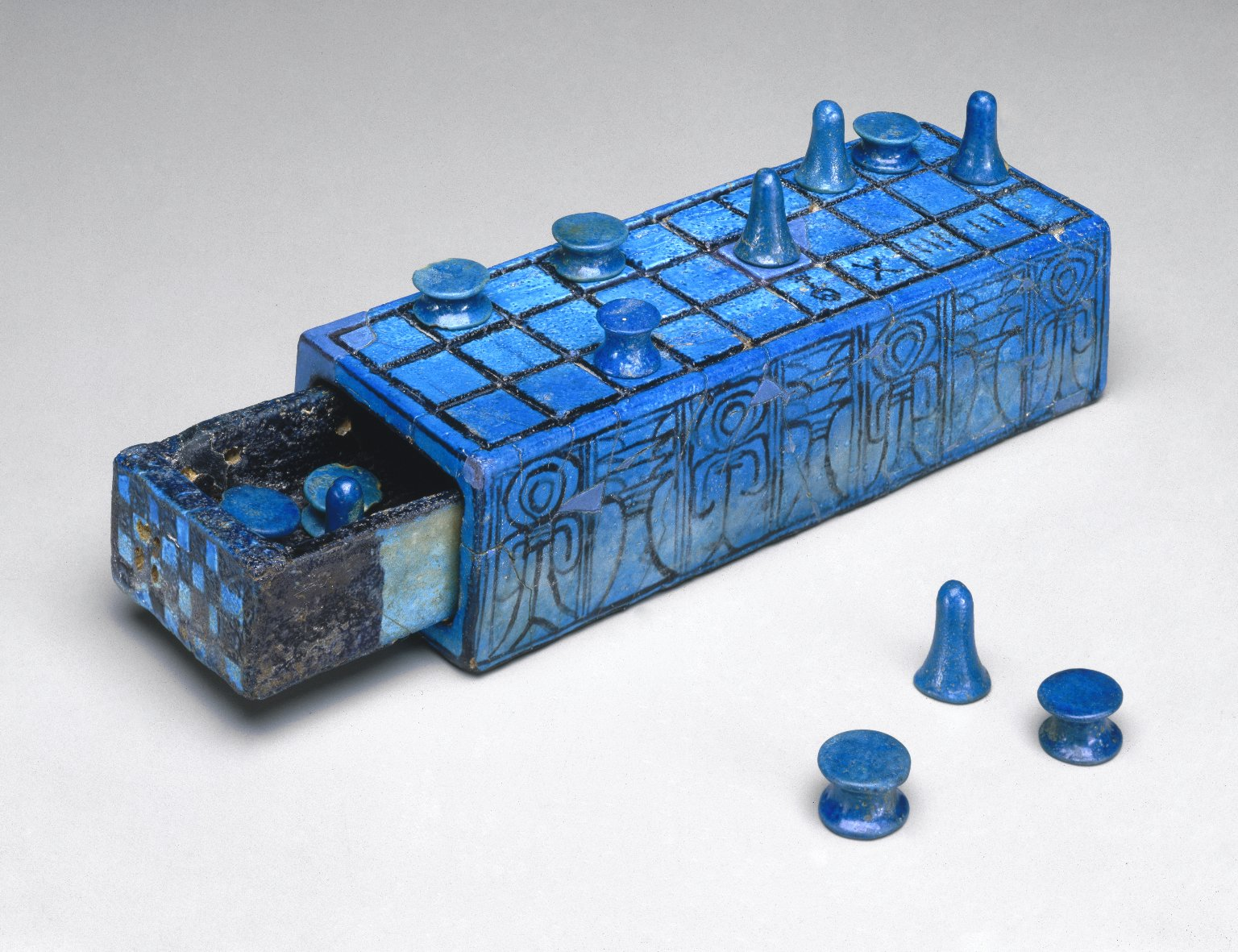
Un jeu de senet provenant de la tombe d'Amenhotep III — Brooklyn Museum, New York.

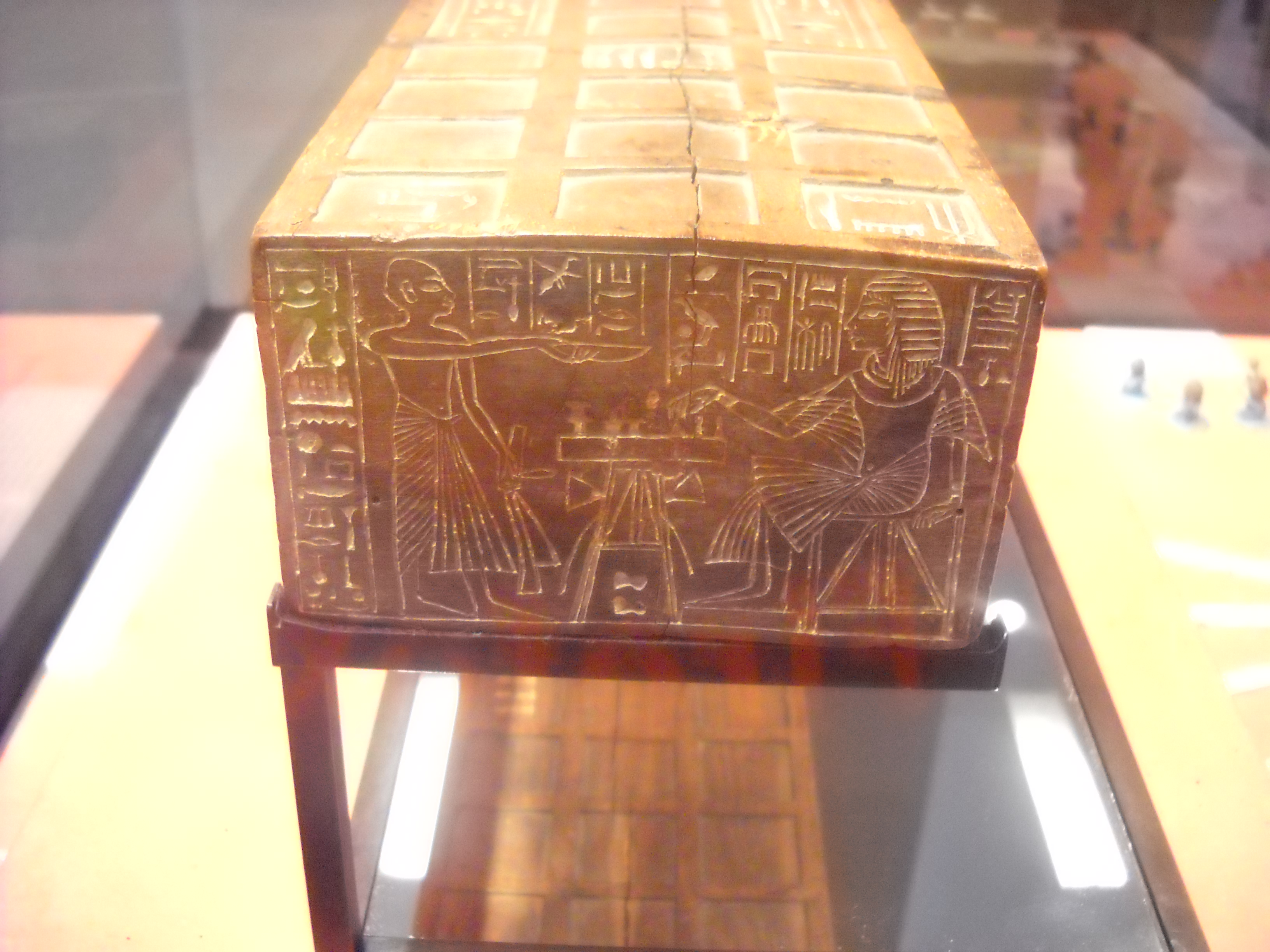
Plateau de jeu de Senet au nom de la reine Hatchepsout — Musée du Louvre.

Le senet (ou zénet, ou senat) est le jeu le plus connu de l'Égypte antique. C’est le jeu de table le plus pratiqué par les anciens Égyptiens du Nouvel Empire et des époques qui suivirent, mais il existe depuis l'époque prédynastique.

## Découverte
Le senet est attesté sur des hiéroglyphes de -3100 (c'est le hiéroglyphe  classé Y5). Par contre la découverte en 1909 dans une tombe d'El Mahasna datant du début du quatrième millénaire avant notre ère d'un plateau quadrillé de cases et accompagné d'objets coniques interprétés comme des pions et supposés appartenir au senet, est aujourd'hui remise en cause par les archéologues qui y voient plutôt un plateau d'offrande.

## Exemplaire du jeu et représentation
Le plus ancien exemplaire connu est conservé au Musée royal d'Art et d'Histoire à Bruxelles. L'Égypte, pour sa part, possède près de quarante exemplaires qui remontent au Nouvel Empire. On trouve de plus de nombreuses représentations gravées ou peintes sur les parois des tombes : images de personnages en train de jouer, assis devant leur table de jeu, ou se préparant à lancer l’astragale qui fait fonction de dé. Ces scènes sont à l’occasion accompagnées de textes hiéroglyphiques décrivant souvent en détail la partie en cours.

## Pratique du jeu
Ce jeu, prisé des nobles et souvent pratiqué en couple, se jouait avec un plateau de trente cases (dix en longueur sur trois en largeur) et des pions noirs ou blancs (sept à l'Ancien Empire, puis cinq au Nouvel Empire) aux formes très diverses et que les joueurs piochaient dans une petite boîte en bois très finement décorée. Les pions, autrefois coniques, pouvaient ressembler à nos pions du jeu d'échecs, à des têtes d'animaux ou encore à des figurines de Nubiens ou d'Asiatiques ligotés. Le principe du senet est à cheval entre les dames et le jeu de l'oie (on le compare parfois aussi avec le jeu du trictrac). On sait en tout cas que les parties de ce jeu duraient longtemps. Le senet est notamment bien connu pour avoir été souvent représenté dans la peinture murale des tombeaux, où l'on peut voir un pharaon, une reine ou un noble, jouer une partie de senet avec un dieu pour symboliser le fait qu'il doive jouer son destin dans l'au-delà (c'est-à-dire son droit à accéder au royaume d'Osiris).

## Règles du jeu

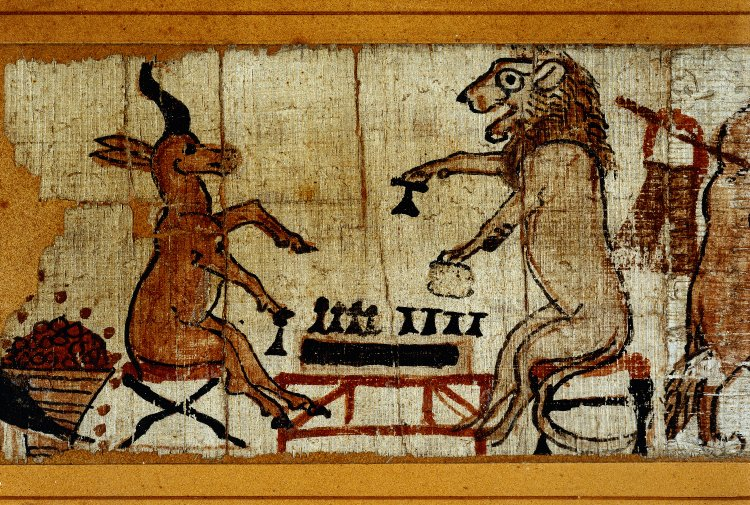
Gazelle et lion jouant au senet.

Les règles précises du jeu ne sont actuellement pas clairement définies et font encore débat. Les recherches des historiens Timothey Kendall et R. C. Bell ont conduit à une reconstitution probable du jeu. Ces règles se basent sur des fragments de textes s'étalant sur plus d'un millénaire, période durant laquelle les règles elles-mêmes ont certainement évolué.
Ce jeu n'a rien à voir avec la petteia grecque ni avec son héritier, les latroncules romains, car il s'agit d'un jeu de parcours, avec des dés (astragales ou bâtonnets bifaces), et non d'un jeu de stratégie pure, comme les dames ou les échecs, qui sont de surcroît des jeux beaucoup plus tardifs.
Si le senet appartient bien à la même classe que le trictrac ou le backgammon, classe des jeux de parcours, il n'en est pas pour autant l'ancêtre.